# Vaskuti István
Vaskuti István (Debrecen, 1955. december 4. –) a Nemzet Sportolója címmel kitüntetett olimpiai bajnok kenus, edző, sportvezető.

## Sportpályafutása
12 évesen kezdett sportolni a Budapesti Építőkben, nevelőedzője Vajda Vilmos volt. 1979-től 1988-ig a Budapesti Honvéd versenyzője. Párosspecialista.
Első nemzetközi sikerét 1976-ban érte el Brandenburgban Solymár Lászlóval. Foltán Lászlóval az 1977-es szófiai világbajnokságon indultak először, mégpedig 500 méteren, a versenyszámot meg is nyerték. Vaskuti ezt követően még nyolc vb-győzelmet aratott kenu párosban. 1980-ban a moszkvai olimpián Foltánnal párban megszerezték az aranyérmet 500 méteren, a Los Angeles-i olimpiától – biztos esélyesként – távol kellett maradnia. Partnerei legtöbbször a már említett Foltán és Buday Tamás voltak, előbbivel rövidtávon, Budayval hosszútávú számokon állt rajthoz. A montreali világbajnokságon szerzett két rövidtávú aranyérmét – Foltán betegsége miatt – Sarusi Kis Jánossal nyerte. Ezen a vb-n gyakorolt nemes gesztusukért – a nagy konkurenciát jelentő jugoszláv párosnak adták kölcsön tartalékhajójukat – nemzetközi Fair play-díjban részesültek. Részt vett az 1988-as olimpián, amely előtt a magyar sportolók eskümondója, majd a megnyitón zászlóvivő volt.
1986-ban a Testnevelési Főiskolán szakedzői diplomát szerzett. Edzői pályafutását utolsó klubjában, a Honvédban kezdte. Tanítványai közül Szabó Attila és Pálizs Attila 1991-ben a párizsi világbajnokságon győzött. Az 1992-es és az 1996-os olimpián a kenu szakág vezetője volt a magyar válogatottnál. 1996-ban felhagyott az edzősködéssel.
1988-ban tagja lett a MOB-nak. 1989-től a MOB elnökségének tagja volt (újraválasztva: 1992), a Sportolói Bizottságot vezette (1989–). A Sportsegély Alapítvány Kuratóriumának tagja. 1992-ben a Magyar Kajak-Kenu Szövetség szakmai bizottságának elnöke lett. 1996-tól a kajak-kenu szövetség szakmai alelnöke volt (újraválasztva: 2001, 2005, 2009). 1998-ban tagja lett a Minden Idők Legjobb Magyar Sportolói Egyesületnek.
A nemzetközi szövetség (ICF) elnökségének tagja, a Technikai Bizottságának vezetője. Nevéhez fűződik a kajak-kenu világversenyek időbeosztásának reformja. 2003-ban beválasztották az Európai Kajak-Kenu Szövetség elnökségébe (újraválasztva: 2007). 2004-ben a nemzetközi szövetség síkvízi bizottságának elnöke lett. 2006-tól a Nemzeti Sportszövetség elnökségi tagja volt.
A pekingi olimpia kajak-kenu versenyeinek technikai ellenőre volt. 2008-ban, majd 2010 októberében az ICF első alelnökének választották. 2011-től a Halhatatlan Magyar Sportolók Egyesületének alelnöke volt. 2012 márciusától az MKKSZ szakmai vezetője lett.
2023. február 8-án a nemzet sportolójának választották.

## Sporteredményei
- olimpiai bajnok (C2 500 méter: 1980)
- olimpiai hatodik (C2 500 méter: 1988)
- tízszeres világbajnok (C2 500 méter: 1977, 1978, 1981, 1985, 1986, C2 1000 méter: 1978, 1986, C2 10000 méter: 1978, 1981, 1983)
- háromszoros világbajnoki bronzérmes (C2 500 méter: 1982, C2 1000 méter: 1979, 1982)
- kettesben tizenhatszoros országos bajnok
- 1976-tól 1988-ig tagja volt a válogatott keretnek

## Díjai, elismerései
- Az év magyar kajakozója és kenusa (1980, 1981, 1983)
- Nemzetközi fair play-díj (1986)
- Mesteredző (1994)
- MOB olimpiai aranygyűrű (1995)
- A Magyar Köztársasági Érdemrend tisztikeresztje (2006)
- Papp László Budapest-sportdíj (2017)[3]
- A Nemzet Sportolója (2023)[2]